# Stazione di Keisei Sakura
La stazione di Keisei Sakura (京成佐倉駅?, Keisei Sakura-eki) è la principale stazione ferroviaria della città di Sakura, nella prefettura di Chiba, in Giappone servente la linea principale Keisei delle ferrovie Keisei.

## Linee
Ferrovie Keisei
● Linea principale Keisei

## Struttura
La stazione è dotata di due marciapiedi a isola, con quattro binari passanti in superficie, collegati al mezzanino sopraelevato da scale fisse e ascensori.
| 1-2 | ■ Linea principale Keisei | per Funabashi, Nippori, Keisei Ueno per Oshiage, linea Asakusa e linea Keikyū principale |
| 3-4 | ■ Linea principale Keisei | per Narita, Narita Aeroporto e Shibayama Chiyoda                                         |

## Stazioni adiacenti
| «                       | Servizio                                 | »                       |
| Linea Keisei principale | Linea Keisei principale                  | Linea Keisei principale |
| ----------------------- | ---------------------------------------- | ----------------------- |
| Keisei Usui             | ■ Locale ■ Rapido ■ Espr. Lim. Pendolari | Ōsakura                 |
| Katsutadai              | ■ Espr. Limitato                         | Ōsakura                 |
| Katsutadai              | ■ Espr. Lim. rapido                      | Keisei Narita           |

Presso la stazione fermano anche i seguenti servizi:
- Morning Liner
- Evening Liner